# Vinlök
Vinlök, Allium atropurpureum är en amaryllisväxtart som beskrevs av Franz de Paula Adam von Waldstein-Wartemberg och Pál Kitaibel. Allium atropurpureum ingår i släktet lökar, och familjen amaryllisväxter. Inga underarter finns listade i Catalogue of Life. Arten växer vild från Ungern till nordvästra Turkiet och odlas ibland som trädgårdsväxt i Sverige, mest för de mörkt vinröda blommorna, men den är även ätbar.  

## Bildgalleri

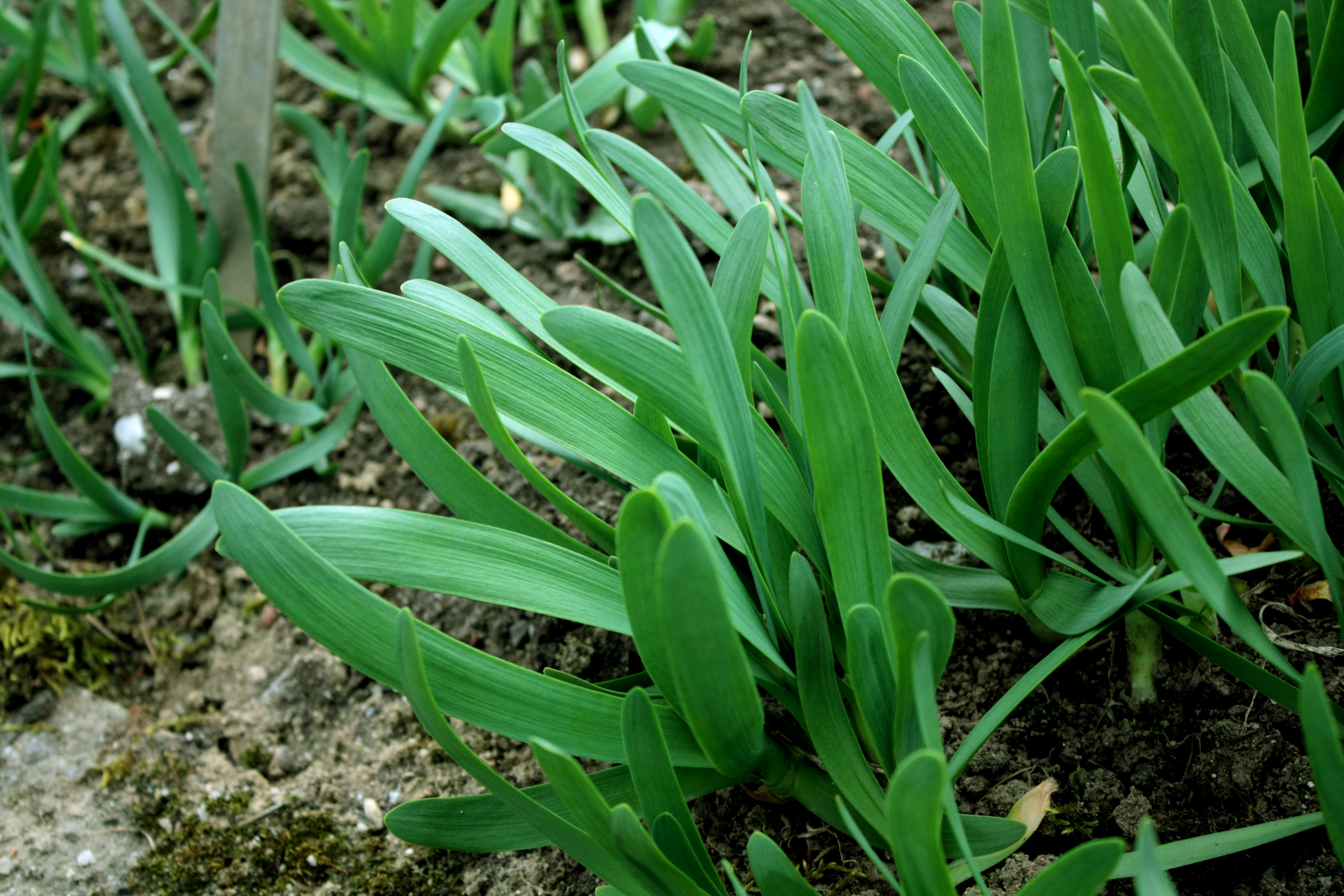
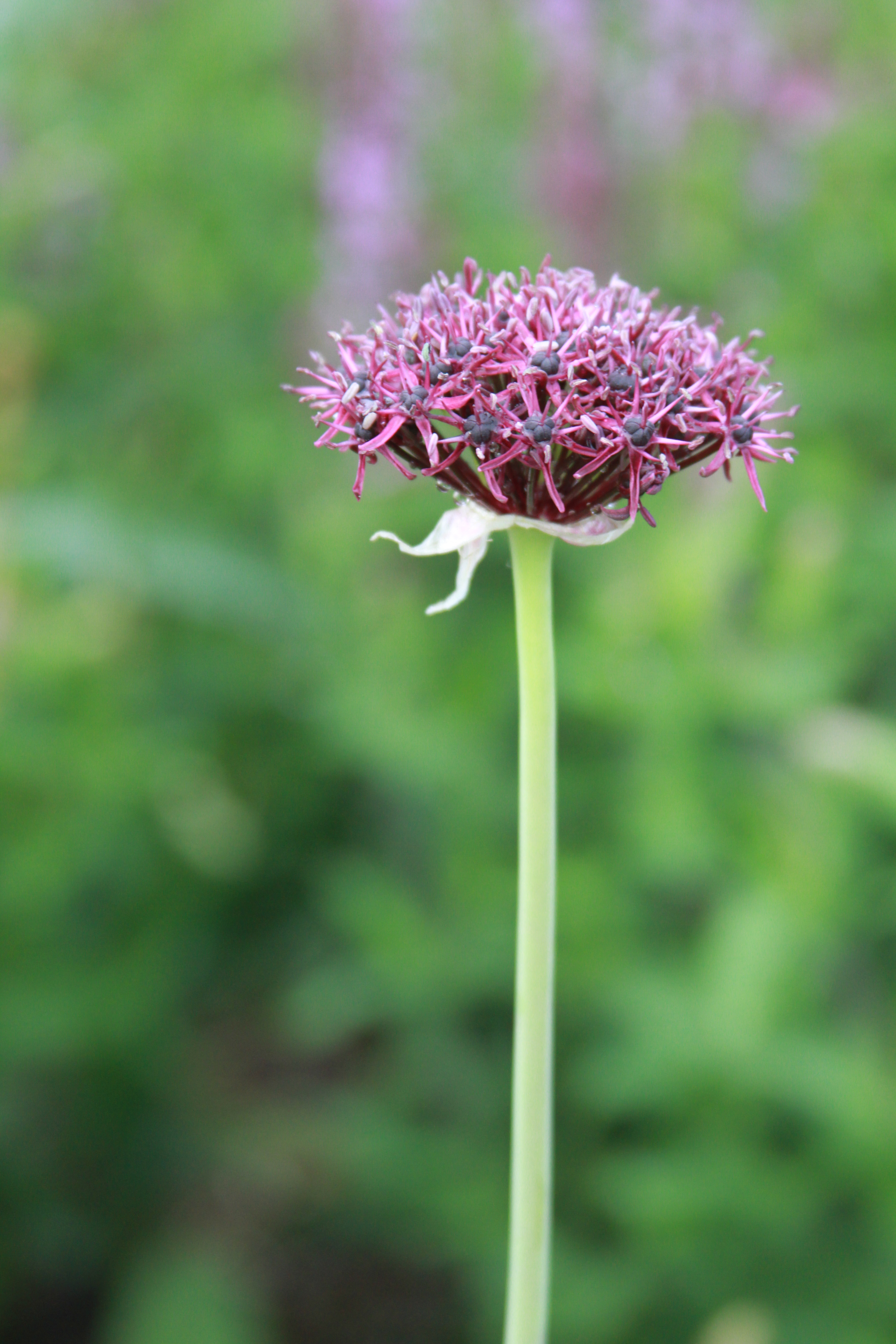
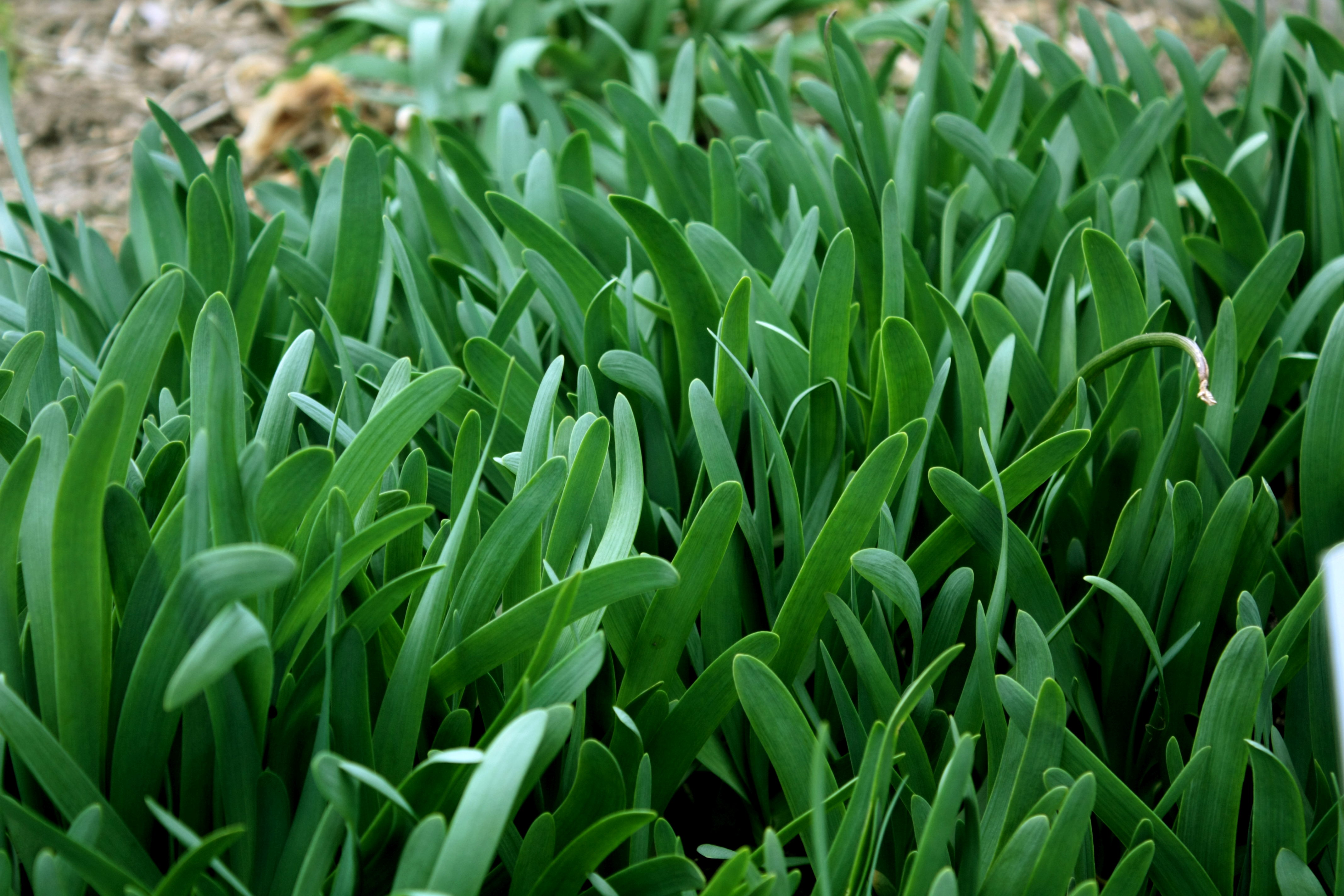
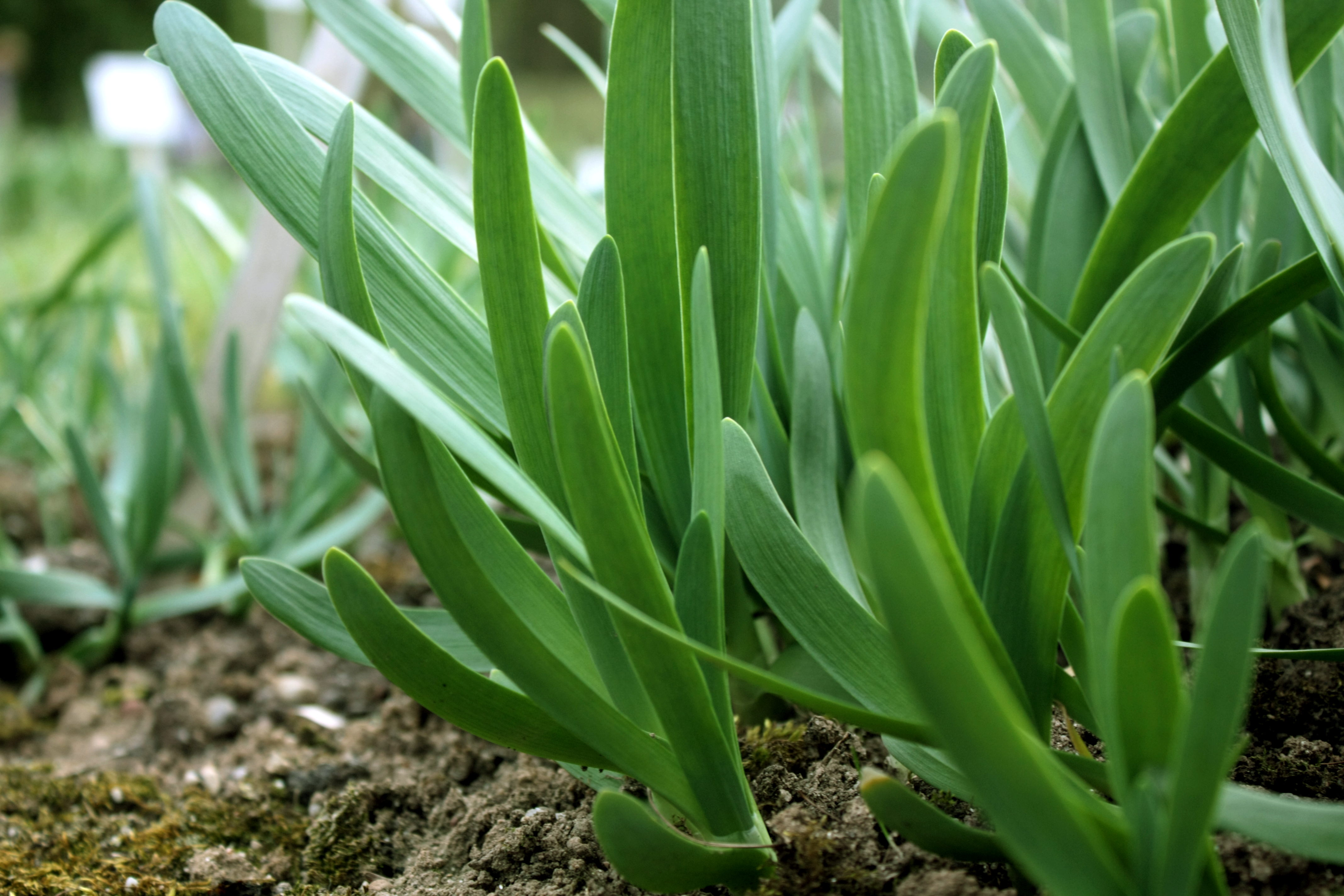
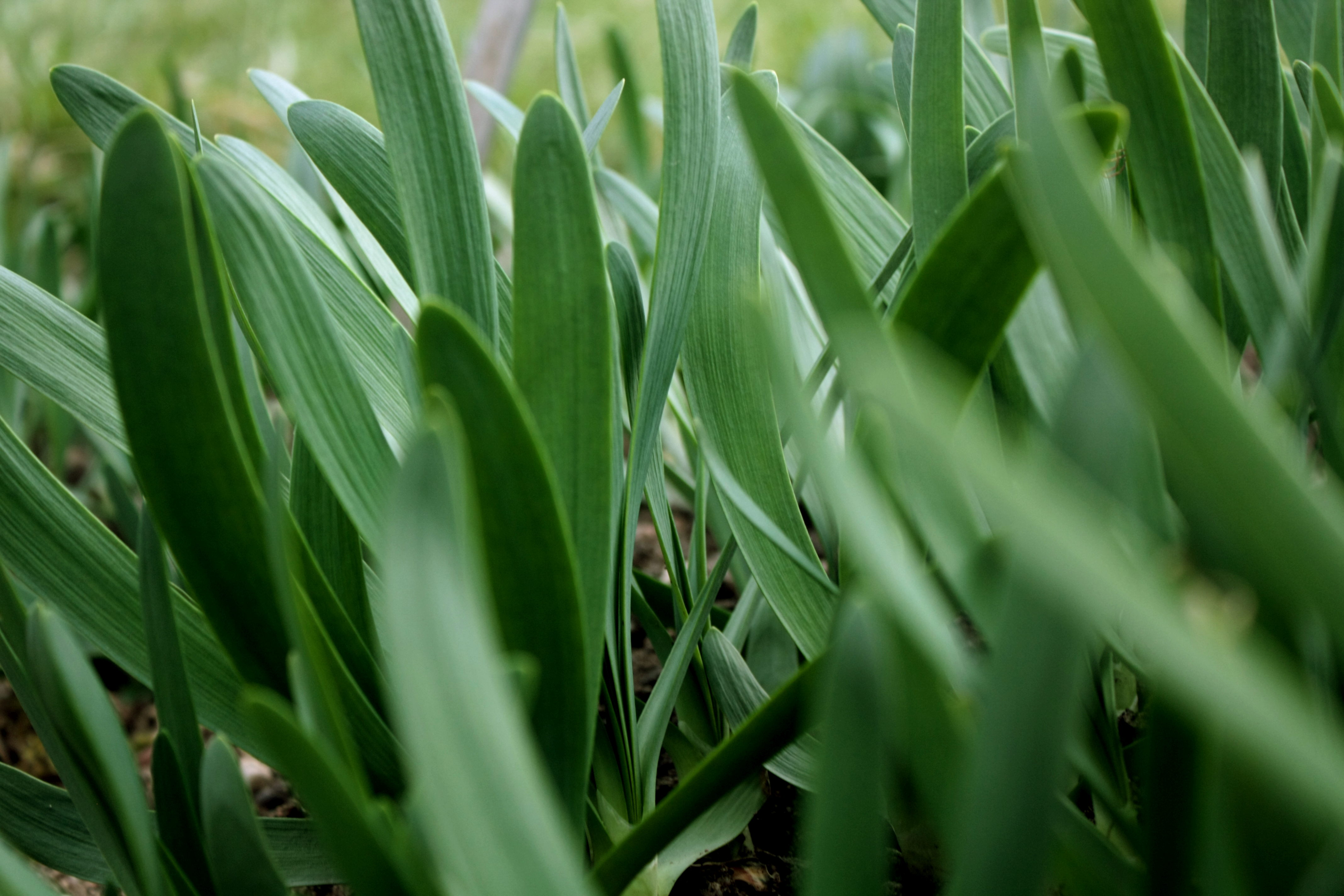